# 交響曲第5番 (モーツァルト)
交響曲第5番 変ロ長調 K. 22 は、ヴォルフガング・アマデウス・モーツァルトが作曲した交響曲である。

## 概要

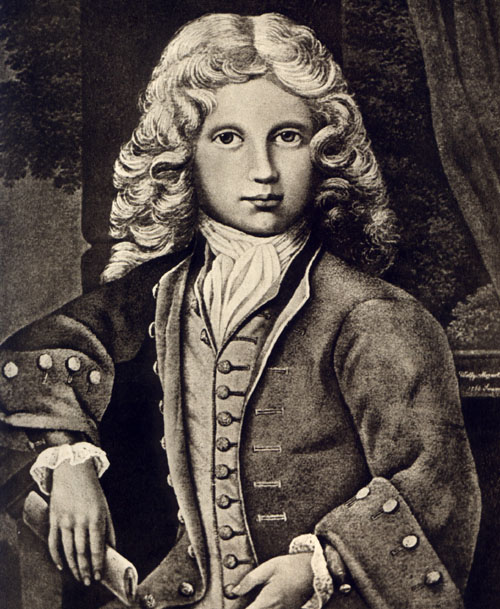
『交響曲第5番』がオランダ＝ハーグで演奏された翌年、1767年当時のモーツァルト《当時11歳》

1765年、ザルツブルクに帰る際にオランダのハーグで作曲され、父レオポルトの写譜には1765年12月に完成したように書かれているが、その日付が正確かどうかは疑問視されている。ただ、1766年の1月22日にハーグで行われた演奏会でこの曲が演奏されたことから、それ以前に書かれたものであると推測される。
ロンドンで作曲された交響曲第1番や第4番から1年後に作曲されたもので、曲の形式などは同じであるものの、内容にはかなりの差があり、以前より遥かに感情表現が豊かになっている点や細部の技術にも進歩がいくつか見られる。
なお、第5番がそのスケールにおいてロンドンで作曲された交響曲を上回るにもかかわらず演奏時間が短いのは、モーツァルトが提示部や再現部の繰り返しを行わず、一貫して音楽が流れるように作ったためである。

## 楽器編成
- 管楽器：オーボエ2、ホルン2
- 弦楽器：第1ヴァイオリン、第2ヴァイオリン、ヴィオラ、チェロ、コントラバス

## 構成
3楽章の構成で、演奏時間は約7分。
- 第1楽章 アレグロ
変ロ長調、4分の4拍子。

- 第2楽章 アンダンテ
ト短調、4分の2拍子。
- 第3楽章 モルト・アレグロ
変ロ長調、8分の3拍子。
この楽章の冒頭主題はモーツァルトが親交のあったヨハン・クリスティアン・バッハ作曲の「ピアノ協奏曲 ト長調 作品1-4 W.C52」の終楽章から引用されており、同じ主題は後に作曲されるオペラ「フィガロの結婚」K. 492 第2幕のフィナーレでも使用されている。